# EM Большой Медведицы
EM Большой Медведицы (лат. EM Ursae Majoris) — одиночная переменная звезда в созвездии Большой Медведицы на расстоянии приблизительно 575 световых лет (около 176 парсеков) от Солнца. Видимая звёздная величина звезды — от +16,56m до +16,4m.

## Характеристики
EM Большой Медведицы — пульсирующий белый карлик, переменная звезда типа V777 Геркулеса (ZZB) спектрального класса DB2. Эффективная температура — около 28434 К.